# Lucio Porcio Licino
Lucio Porcio Licino  fue un magistrado romano, hijo del pretor del año 207 a. C. Lucio Porcio Licino.

## Carrera política
Fue a su vez nombrado pretor en el año 193 a. C. y recibió la isla de Sardinia como provincia. Aspiró al consulado y se presentó a varios comicios. Fue derrotado varias veces hasta que obtuvo el cargo en 184 a. C. Con su colega, Publio Claudio Pulcro, llevó a cabo la guerra contra los ligures.
Fue el promotor de la tercera Ley Porcia.